# Luke Pollard
Luke Pollard, né le 10 avril 1980, est un homme politique britannique, membre du Parti travailliste (Labour). 
Il est député de Plymouth Sutton et de Devonport depuis 2017. 

## Biographie
Il fait ses études à la Christleton High School, puis à l'Université d'Exeter. Il obtient son diplôme avec les honneurs en 2001. Il est élu responsable des campagnes du syndicat des étudiants en 2000 et président du syndicat des étudiants en 2001. 
Il travaille comme conseiller auprès de George Foulkes avant de devenir directeur de comptes chez Edelman, cabinet de relations publiques et de marketing. Il est ensuite chef des affaires publiques de l'Association of British Travel Agents de 2009 à 2014 et administrateur de Field Consulting de 2015 à son élection en 2017.
Il se présente sans succès dans la circonscription du sud-ouest du Devon en 2010 et la circonscription de Plymouth Sutton et Devonport en 2015 avant de remporter ce dernier siège en 2017 face au sortant Oliver Colvile,. 
En juillet 2017, il est nommé secrétaire parlementaire privé de Sue Hayman, shadow secrétaire d'État à l'Environnement, à l'Alimentation et aux Affaires rurales. Il a convaincu son parti d'adopter une politique en faveur de la création de parcs marins nationaux. Pollard est nommé ministre fantôme des Inondations et des Communautés côtières le 30 juillet 2018. Il est nommé le 9 juillet 2024 comme sous-secrétaire d’État aux Forces armées, dans le gouvernement Starmer.

## Résultats électoraux
| Parti politique         | Parti politique         | Nom                     | Voix   | %       | ±%   | Maj.  |
| ----------------------- | ----------------------- | ----------------------- | ------ | ------- | ---- | ----- |
|                         | Travailliste Co-op      | Luke Pollard (sortant)  | 25 461 | 47,88 % | −5,4 | 4 757 |
|                         | Conservateur            | Rebecca Smith           | 20 704 | 38,93 % | −1,1 |       |
|                         | Brexit                  | Ann Widdecombe          | 2 909  | 5,47 %  | 5,5  |       |
|                         | Libéraux-démocrates     | Graham Reed             | 2 545  | 4,79 %  | 2,4  |       |
|                         | Vert                    | James Ellwood           | 1 557  | 2,93 %  | 1,7  |       |
| Total des votes valides | Total des votes valides | Total des votes valides | 53 176 | 100 %   |      |       |
| Électeurs inscrits      | Électeurs inscrits      | Électeurs inscrits      | 77 852 |         |      |       |